# ライトマジック
ライトマジックは、マツイ・ゲーミング・マシンが発売した学園ものトレーディングカードゲーム(TCG)の名称である。

## 概要
魔法学園を舞台にしたカードゲーム。

## 内容・特徴
アニメや同人誌が好きな人向けのイラスト。β版～Ver.1とVer.2でカードのデザインが異なるが、システムは共通なため混ぜてプレイ可能。

## キャラクター
登場キャラクターは、リーダー、理事、配下、妖精に分類される。

### Ver.1の登場キャラクター
一部のキャラクターは、β版で先行登場した。キャラクター以外にもアイテムなども同様。